# 潔琳·瑞西安納
潔琳·瑞西安納（1972年7月9日—），印尼前女子羽球運動員，專攻雙打。她曾在針記羽毛球俱樂部接受過訓練。由於她在羽球方面取得的成就，她的個人雕像豎立在馬格朗的針記羽球館門口，並於2015年8月21日落成。
潔琳曾與艾麗莎·納薩內爾一起贏得美國羽球公開賽（1996年）、印尼羽球公開賽（1996年、1997年）及東南亞運動會羽毛球比賽（1997年）的女子雙打冠軍。他們於1995年和1997年在享有盛譽的全英羽球錦標賽中獲得亞軍，並在1997年IBF世界錦標賽上獲得季軍。潔琳和艾麗莎在1996年亞特蘭大奧運會羽球比賽女子雙打項目的四分之一決賽中被最終冠軍、中國選手葛菲和顧俊淘汰出局。
在混合雙打方面，潔琳與關有明一起贏得了1993年中華台北羽球公開賽。潔琳和邦邦·蘇普里昂托在2000年雪梨奧運會羽球比賽的混合雙打項目四分之一決賽中被淘汰出局。潔琳是1994年和1996年印尼贏得優霸盃的成員之一。
潔琳於1999年與印尼已退役男子羽球運動員佐戈·蘇普里昂托結婚，並且於2003年3月24日生下雙胞胎。

## 外部連結
- 潔琳·瑞西安納在世界羽球聯盟的登錄資料